# Dermatology Online Journal
Dermatology Online Journal — ежемесячный рецензируемый медицинский журнал с открытым доступом, основанный в 1995 году Артуром Хантли (кафедра дерматологии Калифорнийского университета в Дейвисе). Он издается Калифорнийской цифровой библиотекой и охватывает все аспекты общей дерматологии. Нынешним главным редактором является Барбара Барралл (Калифорнийский университет в Дейвисе).
Помимо медицинской информации, журнал предоставляет медицинские взгляды на немедицинские темы, а также Dermatology Online Journal опубликовал первый рейтинг обучающих программ по дерматологии.

## Индексирование
Журнал индексируется PubMed, MEDLINE и Scopus.